# Altamahaw
Altamahaw est un census-designated place dans le comté d'Alamance, en Caroline du Nord. Sa population s'élevait à 347 habitants au recensement de 2010.

## Démographie
| 2000 | 2010 | - | - | - | - |
| ---- | ---- | - | - | - | - |
| 996  | 347  | - | - | - | - |